# Xã Trenton, Quận Brookings, Nam Dakota
Xã Trenton (tiếng Anh: Trenton Township) là một xã thuộc quận Brookings, tiểu bang Nam Dakota, Hoa Kỳ. Năm 2010, dân số của xã này là 174 người.